# Yves Mondet
 (janvier 2025).
Yves G. Mondet (Lyon 3e, 12 août 1925 - Pierre-Bénite, 10 janvier 2004) est un dessinateur de bandes dessinées français.

## Biographie
Après onze ans de cours de dessin, Yves Mondet débute en réalisant des crayonnés pour le dessinateur Roger Roux sur la série Sosthène Vazimou. Il dessine ensuite un album animalier pour l'éditeur Wolf en 1946 (Silly au pays enchanté). Puis il travaille pour la revue Pic et Nic de 1946 à 1947 (Le singe de Hong Kong) et, les deux années suivantes, il produit divers récits pour les éditions Claire Jeunesse dans les collections suivantes : « À travers les Âges », « Les Aventures Fantastiques », « Texas » et « Red ».
En 1947-48, il dessine pour Les 3 Couleurs et pour Sprint (Dorothy), deux éditeurs lyonnais, puis pour Le Journal des Jeunes (Ted Horion et surtout des planches d' Ogar, le démon de la savane), suivis de Betty Rumba, une bande érotique pour Comic Burlesc en 1948, avec Roger Roux. Il va ensuite travailler de nombreuses années pour les éditions Jacquier (1953-60), multipliant les bandes western, d'aventure et humoristiques, les couvertures, illustrations ainsi que les pseudonymes (Bill Comanche, Louky, Joe, Winyves, Mayotte). Citons Sergent Roy, Commandant Typhon, Bob Aventure, L'Archer Vert, Gor Fils des Etoiles, Jaguar, Johnny Texas, Daw Rockett, Jack Ottawa, Ned Tiburce, Le Bouddha Vert, Eclair contre X, Le Chevalier Miséricorde, etc. parus dans L'An 2000 (1953-54), Les Histoires illustrées (1954-57), Johnny Texas (1958-60) ou Puck (1955-60). En 1958-59, il travaille pour les éditions Fleurus dans des titres comme Cœurs Vaillants ou Fripounet et Marisette (Les Misérables, La Croisière Jaune Citroën).
Après l'arrêt des éditions Jacquier au début des années 1960, il prend un virage définitif, se tournant notamment vers le petit format : d'abord chez Impéria de 1961 à 1967, sur Buck John, Kit Carson, Cassidy, Tex Tone, Caribou, Oliver et pour les éditions des Remparts avec Bronco Kid, Idaho, Baal le Barbare (1963-64), Odin le Magnifique et Wapiti en 1963-64. Le changement de politique de l'éditeur Impéria qui se tourne dès 1968 vers les dessinateurs espagnols réputés moins chers pour dessiner ses titres phares décide sans doute le français à passer ensuite chez Lug qui sera son ultime éditeur : il y signe le tarzanide Tanka en alternance avec Bordet, dans Nevada en 1967-68 sur des textes de Lucien Carton (no 206-244 et réédités dans les no 458-494) et une bande moins connue : Barbouzet Agent très Spécial, une parodie de James Bond dans Spécial Pim Pam Poum en 1966-67 (no 18-22). Il abandonne ensuite la BD pour se consacrer au retouchage et lettrage des bandes américaines de super-héros que publie Lug, aux côtés de Rémy Bordelet et du jeune Jean-Yves Mitton, jusqu'à sa retraite à la fin des années 1980.
Il décède en 2004.